# Jean Baptiste Dezerre
Jean Baptiste Dezerre, né le 23 juillet 1740 à Giromagny (Haut-Rhin), mort le 11 février 1808 à Metz (Moselle), est un militaire français de la Révolution et de l’Empire.

## États de service
Il entre en service le 1er janvier 1746, comme lieutenant dans le bataillon d’artillerie de la milice d’Alsace. Cette nomination à l’âge de 6 ans, est considérée comme un brevet d’honneur accordé à son père, capitaine de grenadiers royaux, et qui s’est distingué dans les guerres de Bohème, sous les ordres du maréchal de Belle-Isle et de Chevert, notamment lors du siège de Prague, et de la belle retraite de l’armée. Il opte pour cette récompense à son fils, plutôt que la croix de Saint-Louis ou à une pension qu’on lui offrait.
Le 27 janvier 1758, il est nommé lieutenant commandant d’une compagnie, et capitaine commandant le 1er septembre 1759. En 1761 et en 1762, il participe à la guerre en Hanovre, et il se signale particulièrement à Landwehr et à la bataille de Freiberg le 29 octobre 1762.
Le 23 juin 1763, il entre à l’école d’artillerie de Strasbourg, comme aspirant, et le 10 mai 1764, il est admis en qualité d’élève à celle de La Fère. Le 21 octobre suivant, il est reçu lieutenant en second dans la brigade d’artillerie de Loyauté, dite brigade de Saint-Auban, et le 15 octobre 1765, il passe lieutenant en premier dans le régiment d’artillerie de La Fère.
Il reçoit son brevet de capitaine le 1er novembre 1774, et le 1er novembre 1792, il est nommé lieutenant-colonel au 5e régiment d’artillerie à pied. Il sert pendant la campagne de cette année là à l’armée du Centre, puis aux armées des Ardennes, du Nord et de la Belgique, où il se fait remarquer le 6 novembre 1792, à la Bataille de Jemappes.
En 1793, il est appelé à l’armée du Rhin, et il assiste aux bombardements de Vieux-Brisach, puis à celui de fort Mortier. Il est promu colonel directeur de l’artillerie à Neuf-Brisach le 23 novembre 1793, et le 14 octobre 1797, il passe à la direction de l’artillerie à Metz. Il est fait chevalier de la Légion d’honneur le 11 décembre 1803, et officier de l’ordre le 14 juin 1804.
Il meurt le 11 février 1808, à Metz.

## Sources
- A. Lievyns, Jean Maurice Verdot, Pierre Bégat, Fastes de la Légion-d'honneur, biographie de tous les décorés accompagnée de l'histoire législative et réglementaire de l'ordre, Tome 3, Bureau de l’administration, 1844, 529 p. (lire en ligne), p. 119.
- « Cote LH/769/54 », base Léonore, ministère français de la Culture
- Léon Hennet, Etat militaire de France pour l’année 1793, Siège de la société, Paris, 1903, p. 127.
- Baquol, L'Alsace ancienne et moderne ou dictionnaire du Haut et du Bas-Rhin, Salomon libraire éditeur, Strasbourg, 1865, p. 453.